# 2995 Taratuta
2995 Taratuta è un asteroide della fascia principale del diametro medio di circa 16,59 km. Scoperto nel 1978, presenta un'orbita caratterizzata da un semiasse maggiore pari a 2,6157991 UA e da un'eccentricità di 0,1358434, inclinata di 14,83469° rispetto all'eclittica.
Il nome dell'asteroide è dedicato alla scrittrice sovietica Evgeniya Taratuta.